# Păsări cântătoare
O pasăre cântătoare este o pasăre care aparține subordinului Passeri al ordinului Passeriformes. Un alt nume care este uneori privit ca denumire științifică este Oscine, din latinescul oscen, „pasăre cântătoare”. Ordinul Passeriformelor conține aproximativ 5.000 de specii răspândite în întreaga lume, la care organul vocal este de obicei dezvoltat astfel încât să producă un cântec divers și elaborat.
Estimări recente indică faptul că păsările cântătoare își au originea în urmă cu 50 de milioane de ani. Distribuția liniilor lor bazale sugerează că originea și diversificarea lor inițială au avut loc exclusiv pe continentul australian și abia în urmă cu aproximativ 40 de milioane de ani, oscinele au început să colonizeze Eurasia, Africa și, în cele din urmă, Americile.

## Taxonomie și sistematică
Sibley și Alquist au împărțit păsările cântătoare în două „parvordine”, Corvida și Passerida (practica taxonomică standard le-ar clasifica drept infraordine), distribuite în Australo-Papua și, respectiv, în Eurasia. Cu toate acestea, studii moleculare ulterioare arată că acest tratament este oarecum eronat. Passerida este un neam foarte divers, care reunește peste o treime din toate speciile de păsări, incluzând (în 2015) 3.885 de specii). Acestea sunt împărțite în trei superfamilii majore (deși nu corespund exact aranjamentului Sibley-Ahlquist), în plus față de unele linii minore.

### Familii de păsări cântătoare
- Menuroidea
  - Menuridae:
  - Climacteridae:
  - Ptilonorhynchidae:
- Meliphagoidea: 
  - Maluridae:
  - Meliphagidae:
  - Dasyornithidae:
  - Pardalotidae:
  - Acanthizidae:
  - Pomatostomidae:
  - Orthonychidae:
  - Cnemophilidae:
  - Melanocharitidae:
  - Callaeidae:
  - Notiomystidae:
- Corvide
  - Paramythiidae:
  - Psophodidae:
  - Platysteiridae:
  - Malaconotidae:
  - Machaerirynchidae:
  - Vangidae:
  - Pityriasidae:
  - Artamidae:
  - Rhagologidae:
  - Aegithinidae:
  - Campephagidae:
  - Mohouidae:
  - Neosittidae:
  - Eulacestomidae:
  - Oreoicidae:
  - Pachycephalidae:
  - Laniidae:
  - Vireonidae:
  - Oriolidae:
  - Dicruridae:
  - Rhipiduridae:
  - Monarchidae:
  - Platylophidae:
  - Corvidae:
  - Corcoracidae:
  - Melampittidae:
  - Ifritidae:

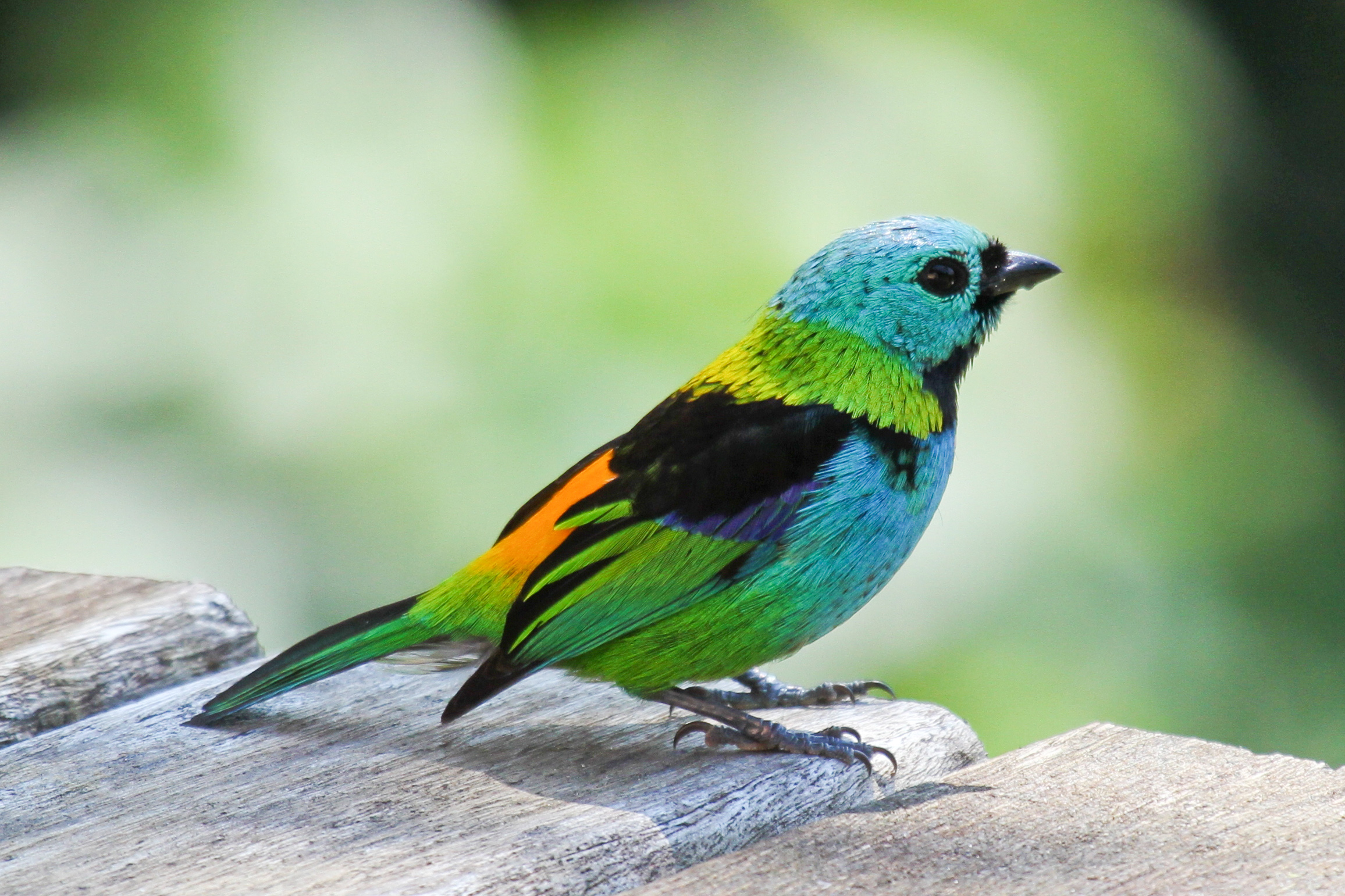
Tangara seledon

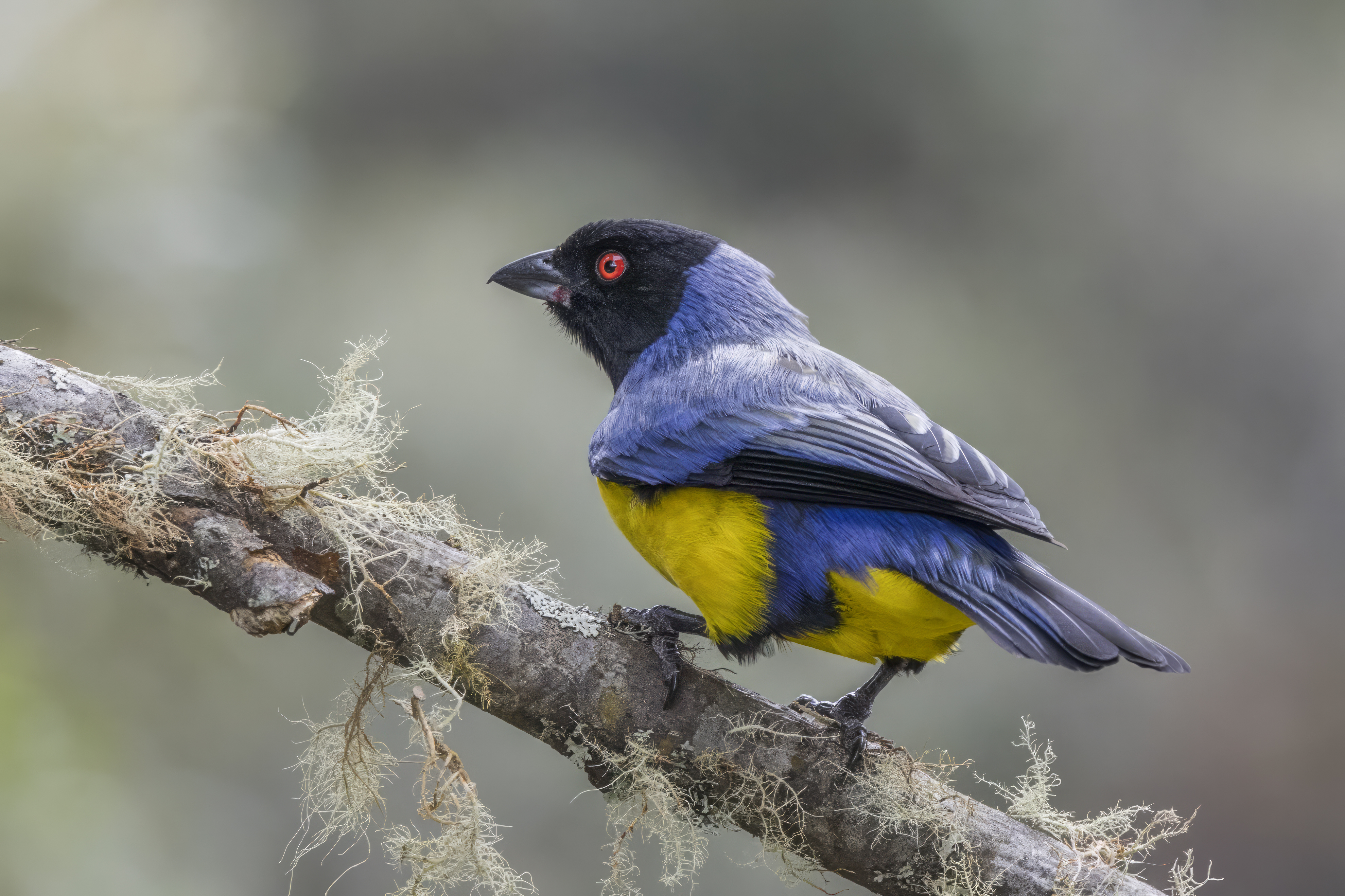
Buthraupis montana

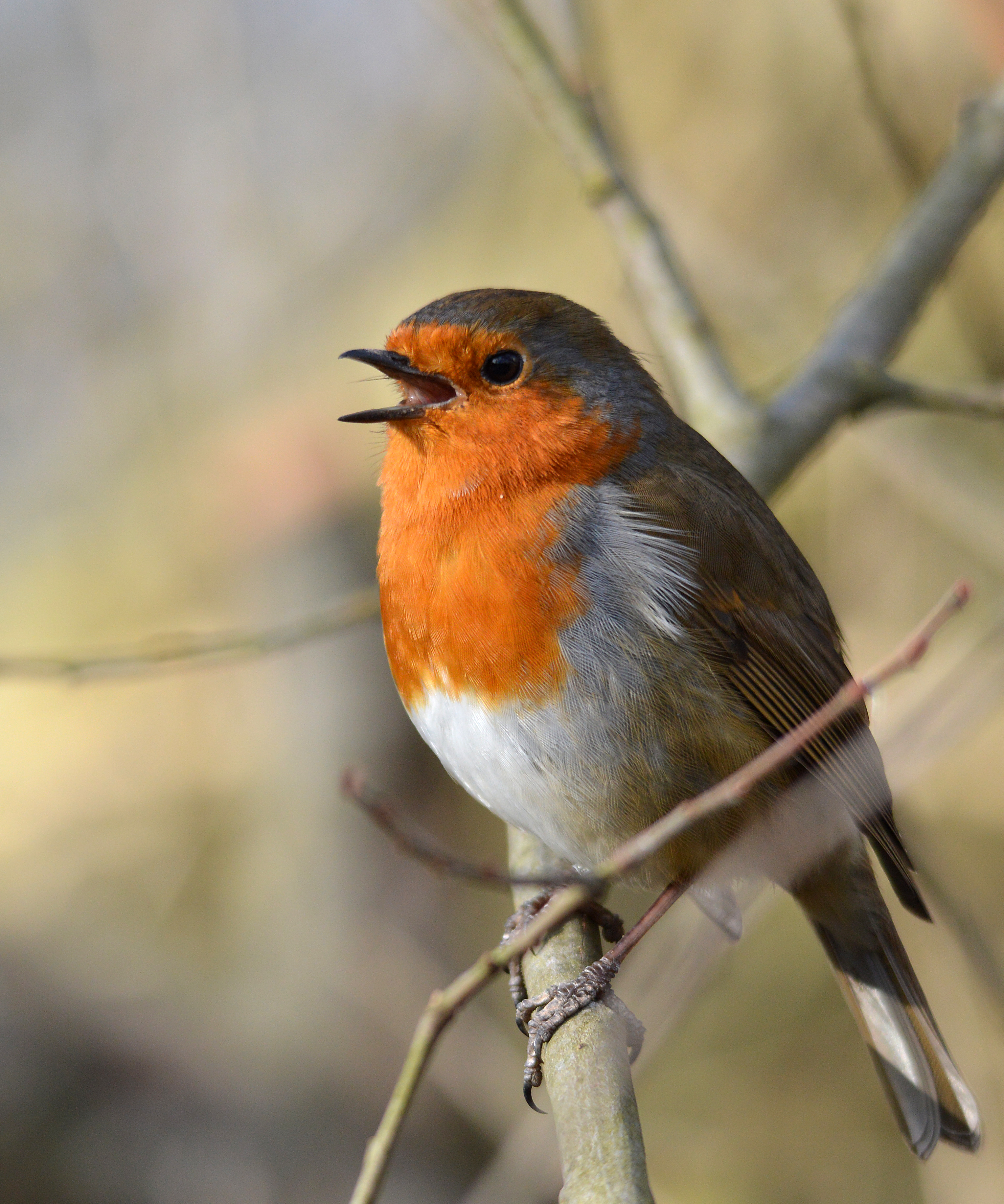
Măcăleandru (Erithacus rubecula)

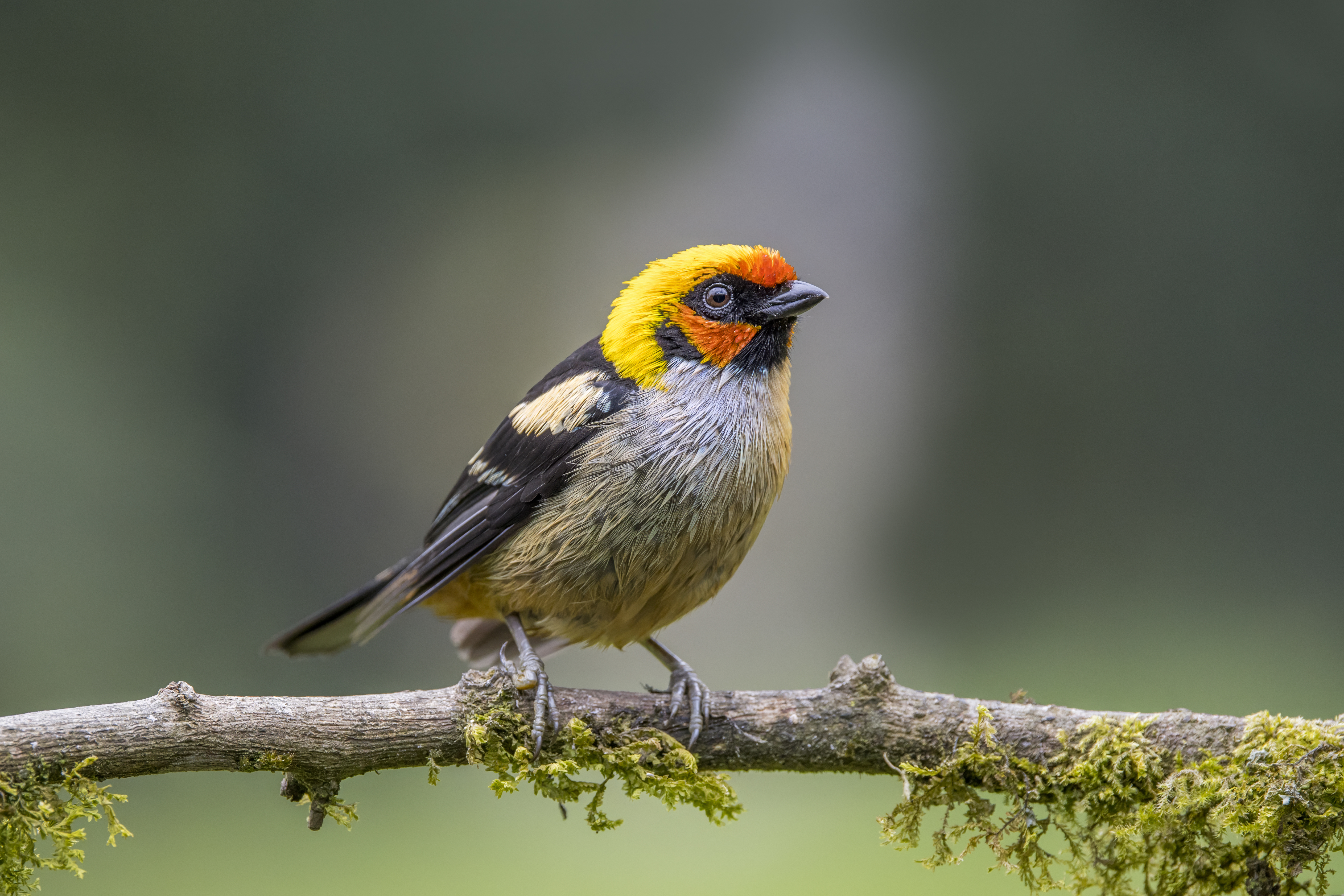
Tangara parzudakii

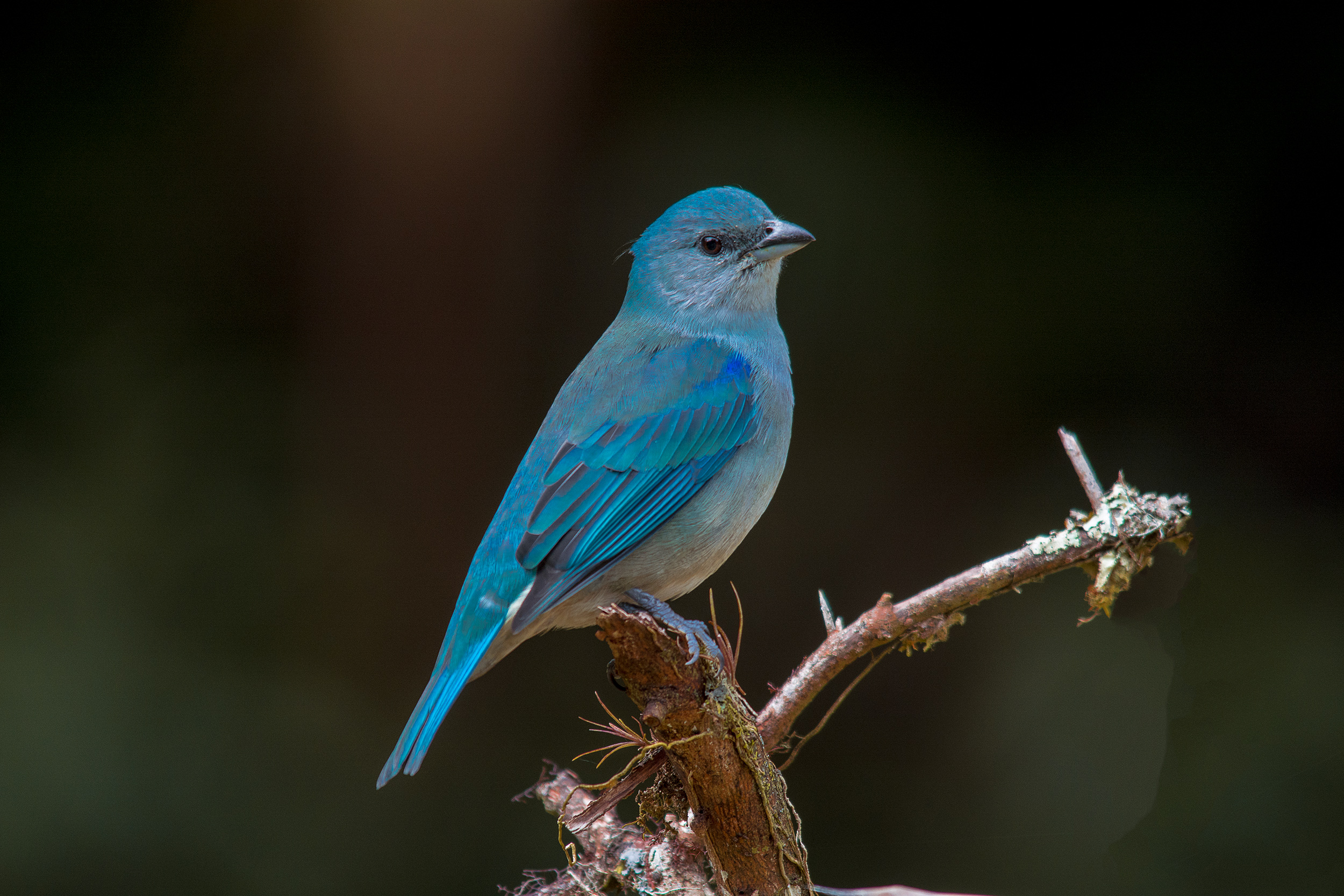
Thraupis cyanoptera

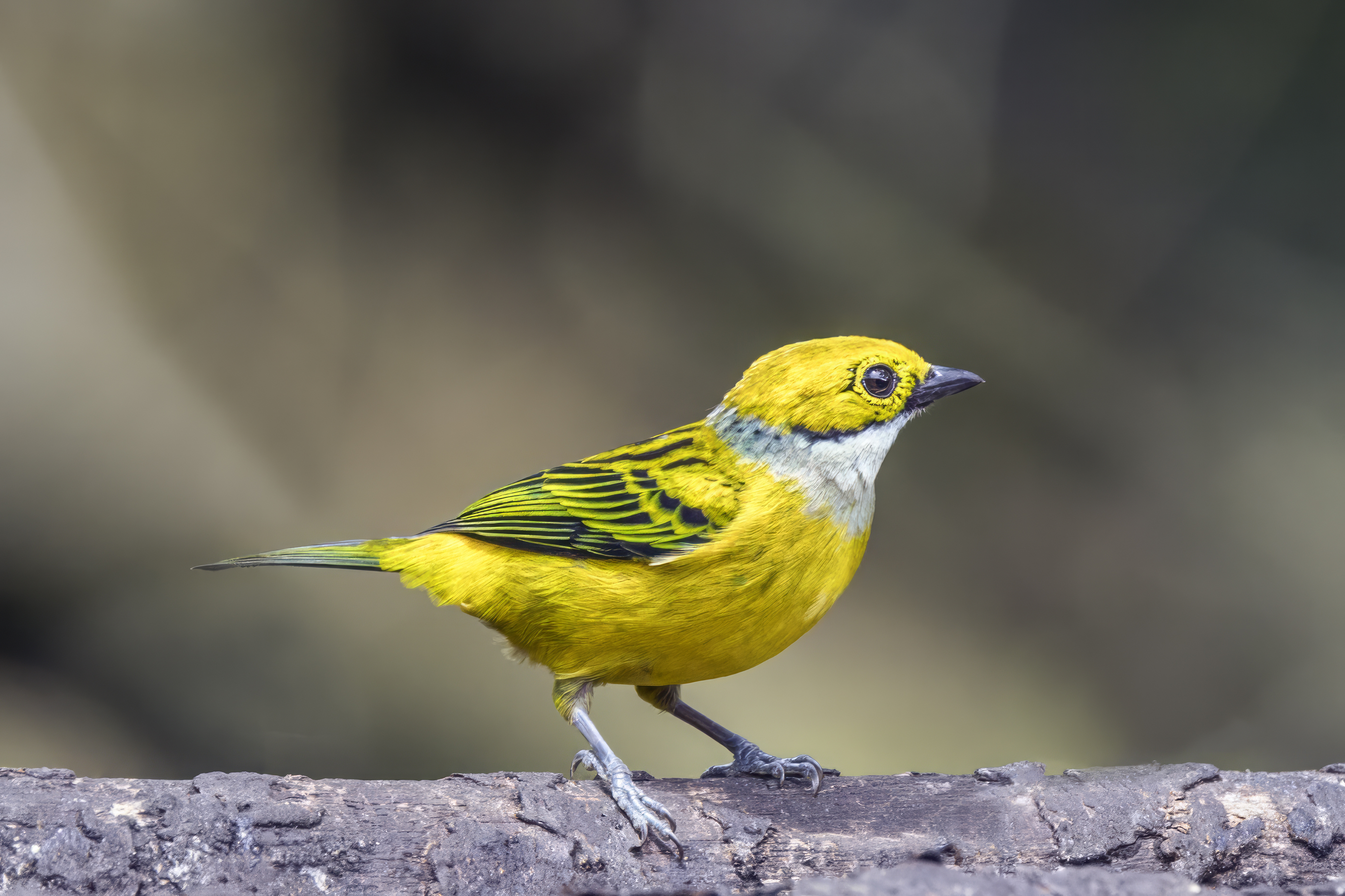
Tangara icterocephala

  - Paradisaeidae: pasărea paradisului
- Passerida
  - Petroicidae:
  - Picathartidae:
  - Chaetopidae:
  - Eupetidae:
  - Bombycillidae:
  - Ptiliogonatidae:
  - Hypocoliidae:
  - Dulidae:
  - † Mohoidae:
  - Hylocitreidae:
  - Stenostiridae:
  - Paridae:
  - Remizidae:
  - Nicatoridae:
  - Panuridae:
  - Alaudidae:
  - Pycnonotidae:
  - Hirundinidae:
  - Pnoepygidae:
  - Macrosphenidae:
  - Cettiidae:
  - Scotocercidae:
  - Erythrocercidae:
  - Aegithalidae:
  - Phylloscopidae:
  - Acrocephalidae:
  - Locustellidae:
  - Donacobiidae:
  - Bernieridae:
  - Cisticolidae:
  - Timaliidae:
  - Pellorneidae:
  - Leiothrichidae:
  - Sylviidae:
  - Zosteropidae:
  - Arcanatoridae:
  - Promeropidae:
  - Irenidae:
  - Regulidae:
  - Elachuridae:
  - Hyliotidae:
  - Troglodytidae:
  - Polioptilidae:
  - Sittidae:
  - Tichodromidae:
  - Certhiidae:
  - Mimidae:
  - Sturnidae:
  - Buphagidae:
  - Turdidae:
  - Muscicapidae:
  - Cinclidae:
  - Chloropseidae:
  - Dicaeidae:
  - Nectariniidae:
  - Passeridae:
  - Ploceidae:
  - Estrildidae:
  - Viduidae:
  - Peucedramidae:
  - Prunellidae:
  - Motacillidae:
  - Urocynchramidae:
  - Fringillidae:
  - Parulidae:
  - Icteridae:
  - Coerebidae:
  - Emberizidae:
  - Passerellidae:
  - Thraupidae:
  - Calcariidae:
  - Cardinalidae: